# Epicari
(Tacito, Annales)
Epicari (fl. I secolo) fu una liberta che partecipò alla congiura pisoniana contro Nerone.

## Biografia
Publio Cornelio Tacito negli Annales afferma che lei cercò di convincere Volusio Proculo o Valerio Proculo, un ufficiale neroniano, ad uccidere l'imperatore.
L'ufficiale invece svelò la congiura. Epicari fu arrestata ma negò la congiura. Torturata, si suicidò per non fare i nomi dei congiurati.
Fu quasi sicuramente concubina di Anneo Mela, fratello del celebre Seneca e padre di Marco Anneo Lucano.

Un esempio di grande coraggio riferito dallo stesso Tacito, è la morte di Epicari, suicida pur di non rivelare i nomi dei complici dopo essere stata più volte torturata: 
Fulgido esempio di eroismo, dato da una donna, una liberta, che in un così grande pericolo volle proteggere degli estranei e quasi degli sconosciuti, mentre degli uomini nati liberi, dei cavalieri e dei senatori romani, senza essere sottoposti a tortura, tradivano ognuno le persone più care.

## Nella cultura successiva
Giovanni Boccaccio la cita nel suo libro sulle donne illustri De mulieribus claris.
Nel 1665, Daniel Casper von Lohenstein realizza la tragedia Epicharis. Qui, la giovane Epicari, che subisce le più tremende torture senza mai tradire i propri compagni, è considerata un'eroina ammirevole e combattiva, pronta a lottare per i propri ideali repubblicani, arrivando, tra l'altro, a dissentire dal filosofo Seneca sui metodi della congiura. Se Seneca consiglia una resistenza passiva, Epicari propugna fermamente la rivolta armata contro il tiranno. 
Ippolito D’Aste, drammaturgo ligure (Recco 1809-Genova 1866), compose una tragedia intitolata “Epicari e Nerone”, proponendola come una poetessa greca convertitasi al Cristianesimo ma in realtà allontanandosi dalle fonti storiche.
Il personaggio di Epicari è stato riscoperto proprio negli ultimi anni. Federica Introna, filologa, docente e scrittrice, ne ha fatto la protagonista del suo romanzo storico La Congiura, ripresentandola secondo la lezione tacitiana come eroina in difesa della libertà.